# Mohsin Hamid

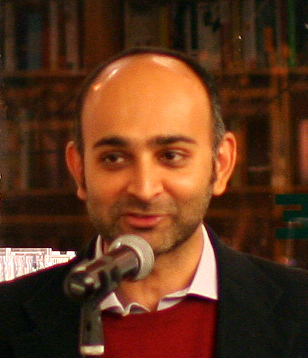
Mohsin Hamid

Mohsin Hamid (geboren op 23 juli 1971) is een Pakistaanse schrijver. Zijn romans zijn Moth Smoke (2000), De val van een fundamentalist (2007), Hoe word je stinkend rijk in het nieuwe Azië? (2013), Onbehagen en beschaving: berichten uit Lahore, New York en Londen (2016), Exit West (2017) en De laatste witte man (2022). 

## Biografie
Hamid bracht een deel van zijn jeugd door in de Verenigde Staten, waar hij van de leeftijd van 3 tot 9 verbleef, terwijl zijn vader er professor was aan de Stanford University. Vervolgens verhuisde hij met zijn familie terug naar Lahore, Pakistan.
Op achttienjarige leeftijd van keerde Hamid terug naar de Verenigde Staten om zijn opleiding voort te zetten. Hij studeerde summa cum laude af aan de Universiteit van Princeton in 1993, waar hij studeerde onder de schrijvers Joyce Carol Oates en Toni Morrison. Hamid schreef de eerste versie van zijn eerste roman voor een schrijversworkshop onderwezen door Morrison.
Hamid vervolgde zijn studie aan de Harvard Law School waar hij in 1997 afstudeerde. Omdat hij bedrijfsrechten saai vond, loste hij zijn studieleningen af door jarenlang te werken bij McKinsey & Company in New York. Hij mocht elk jaar drie maanden vrij nemen om te schrijven en hij gebruikte deze tijd om zijn eerste roman Moth Smoke te voltooien.

## Werken
Hamid's eerste roman, Moth Smoke, vertelt het verhaal van een marihuanarokende ex-bankier in postnucleaire Lahore die verliefd wordt op de vrouw van zijn beste vriend en een heroïneverslaafde wordt. Het werd gepubliceerd in 2000 en werd al snel een culthit in Pakistan. Het was ook een finalist voor de PEN / Hemingway Award die werd uitgereikt aan de beste debuutroman in de VS, en werd verfilmd voor televisie in Pakistan en als een operette in Italië.
Zijn tweede roman, De val van een fundamentalist, vertelt het verhaal van een Pakistaanse man die besluit zijn leven in Amerika achter zich te verlaten na een mislukte liefdesaffaire en de terroristische aanslagen van 9/11. Het werd gepubliceerd in 2007 en werd een internationale bestseller in miljoen exemplaren, en bereikte nummer 4 op de bestsellerlijst van de New York Times. De roman stond op de shortlist voor de Man Booker Prize, won verschillende prijzen waaronder de Anisfield-Wolf Book Award en de Asian American Literary Award en werd vertaald in meer dan 25 talen. The Guardian selecteerde het als een van de boeken die het decennium bepaalden.
Zijn derde roman, Hoe word je stinkend rijk in het nieuwe Azië? vertelt het verhaal van een verarmde plattelandsjongen die tycoon wordt in een naamloze hedendaagse stad in "opkomend Azië" en van zijn zoektocht naar het naamloze "mooie meisje" wier pad hij voortdurend kruist. De roman gebruikt de vorm van zelfhulpboeken die worden gelezen door ambitieuze jongeren uit het 'opkomend Azië'. De roman is speels maar ook vrij diepzinnig in het beschrijven van de honger naar ambitie en liefde in een tijd van economische en sociale beroering.
Hamids roman uit 2017, Exit West, gaat over een jong stel, Nadia en Saeed, en hun relatie in een wereld waarin migratie een toppunt bereikt. Het stond op de shortlist voor de 2017 Man Bookerprijs. 
Hamids roman uit 2022, De laatste witte man, gaat over een man die op een ochtend ontwaakt en ontdekt dat zijn witte huid donker is geworden.  Al snel komen er overal uit het land berichten over gelijkaardige gebeurtenissen.  De roman werd in het Nederlands vertaal door Saskia van der Lingen. 